# Geraldine Smith
Geraldine Smith, född 11 februari 1949 i Brooklyn, New York, är en amerikansk skådespelare.
Smith upptäcktes av Andy Warhol och Paul Morrissey på nattklubben Max's Kansas City i New York i mitten på 1960-talet, och blev en av de så kallade "Warhol superstars". Hon spelade mot Joe Dallesandro i Morrisseys film Flesh (1968), men tackade nej till hans nästa film Trash eftersom hon ogillade titeln ("skräp", "sopor"). Hon har även medverkat i andra Paul Morrissey-filmer såsom Mixed Blood (1985) och Spike of Bensonhurst (1988). År 1980 hade hon en mindre roll som Janet i Martin Scorseses Tjuren från Bronx.